# Генуезька ліра
Генуезька ліра (італ. Lira genovese) — валюта Генуезької республіки, що використовувалась як розрахункова одиниця з 1138 до 1797 року. В цей рік Генуезька республіка була захоплена Наполеоном і перетворена спочатку на маріонеткову Лігурійську республіку, а в 1805 році взагалі анексована Францією. Після розгрому наполеонівської Франції, в Генуезька республіка з 1815 року була включена до складу Савойської держави. Монетний двір Генуї продовжував випускати монети до 1860 року.

## Історія
З часів проведення Каролінзької грошової реформи в VIII столітті, в У Генуї, як і у всій Італії, ліра (місцева назва каролінзької лібри) спочатку використовувалася виключно як розрахункова одиниця, яка не мала монетного носія. Срібна ліра дорівнювала 20 срібним сольдо, кожен з яких ділився на 12 срібних денаро. Оскільки карбувались як монети лише денаро, розрахункова срібна ліра була привязана до фактичної ваги срібла в 240 денаро.   
На початку XII століття, незважаючи на значну вагу яке здобуло місто, особливо своєю вирішальною участю в Першому хрестовому поході, Генуя, на відміну від багатьох інших важливих італійських міст,  ще не карбувала власних монет. У Генуї ходили монети, карбовані в інших містах, зокрема павезе, імперський денарій, викарбуваний у Павії ще в 962 році. 
У 1138 році генуезька делегація поїхала до Нюрнберга і була прийнята Конрадом III, який щойно був обраний Римським королем (Rex Romanorum) і чекав на призначення імператором. До складу делегації входив Каффаро, який записав факти у свій літопис. Конрад, вірогідно отримавши певну компенсацію, надав генуезцям привілей карбувати монети, видавши їм спеціальний документ. Невдовзі він надав такий же привілей Асті та П'яченці. Хоча Конрад ніколи формально так і не був коронований імператором і продовжував залишатись лише Римським королем, це не завадило генуезцям відкрили монетний двір у Сан-Лоренцо й почали карбувати власні монети згідно отриманого привілея. Спочатку місто карбувала характерні для всієї Європи того часу монети типу каролінзького денарія, що отримали місцеву назву денаро (denaro). Монета важила 1,06 грама срібла 0,333 проби, тобто була з срібла лише на 1⁄3. Виходячи з розрахунку 1 ліра=240 денаро, на той час ліра містила 84,8 г чистого срібла. 
Така легка монета з низькопробного срібла не могла слугувати надійною валютою для міжнародних торгових розрахунків, в яких була зацікавлена  республіки і в 1172 році Генуезька республіка, після 500-річного періоду домінування в Європі каролінзького денарія, першою почала карбувати "товстий денарій" або італійською денаро гроссо (grosso). Монета важила 1,4 грама срібла найвищої 959 проби (23 карата) чистого срібла. Монета оцінювалась в 4 денаро. Таким чином 1 генуезька ліра = 50 денаро гроссо або містила 80,5 г чистого срібла. 
- Золотий дженовіно (Genovino d'oro) 1252 року, приблизно в той самий час, що й флорентійський флорин. Монета вагою 3,5 г чистого золота і розрахунковою вартістю в 1⁄2 ліри. (7 гр. чистого золота або 70 гр. чистого срібла в лірі);
- Тестон або монета в 1 ліру до 1500 року, що містила приблизно 13 г 23⁄24 чистого срібла (або 12,5 г чистого). Це була найцінніша срібна італійська монета кінця XV століття[3].

Генуезька валюта набула важливого значення в XVI столітті під час золотого віку генуезької банківської справи, коли Іспанська імперія спрямовувала свої величезні багатства з Іспанської Америки через генуезький Банк Святого Георгія. Тоді Генуя почала карбувати нові монети, а саме:
- Великий скудо д'ардженто, копія міланського дукатона, з чистого срібла 36,64 г і вартістю в 41⁄2 ліри на 1602 р. (8,14 гр чистого срібла в лірі);
- Золотий скудо д'оро, копія іспанського ескудо, з 3,026 г чистого золота, також вартістю 41⁄2 ліри на 1602 р.;
- Золота монета допіо або 2 скудо, також відома як дублон або пістоль.

Однак із занепадом статків генуезьких банків та Іспанської імперії в XVII столітті генуезька ліра також суттєво знецінилася. Вартість срібного скудо зросла до 6,5 ліри в 1646 році, 7,4 ліри в 1671 році та 8,74 ліри безпосередньо перед австрійською окупацією Генуї в 1746 році
З 1671 року Генуезька республіка карбувала срібну монету в 1 ліру вагою 5,2 г. Виробництво було перервано в 1711 році, а потім відновлено між 1745 і 1749 роками.
Після облоги 1746 року генуезька ліра була девальвована, коли вартість скудо д'ардженто піднялося з 8,74 до 9,5 лір (або 3,86 г чистого срібла в лірі).
Карбування срібної ліри було ще раз відновлено між 1783 і 1795 роками і на час завершення періоду республіки в 1797 році, монета в одну ліру важила 4,16 гр. з вмістом чистого срібла 8/9, що дорівнювало 3,70 г чистого срібла або 0,239 г чистого золота. У той час генуезька ліра коштувала за паризьким обмінним курсом на 1⁄5 менше, ніж турнський лівр, її французький аналог, що оцінювався в 4.45 гр. чистого срібла або 0.290 гр. чистого золота.
У 1792—1797 роках республіка карбувала золоті монети номіналом 24, 48, 50 і 100 лір, останні вагою 28,01 г чистого золота. 
З 1797 року генуезька ліра та всі її допоміжні одиниці були замінені французьким франком, а потім італійською лірою. Однак генуезький монетний двір  продовжував працювати і карбував монети до 1860 року.

## Ліра як розрахункова банківська одиниця
Ліра, яка як розрахункова одиниця існувала з XII століття, пізніше була названа lira moneta buona (хороші гроші) або lira fuori banco (поза банком), щоб усунути неоднозначність із величезного набору допоміжних одиниць, які використовувалися в банківській галузі Генуї протягом століть для обліку різних валют, що туди привозилися. Кожна ліра або одиниця нижче також ділиться на 20 солді або 240 денаро. В обліку та в оберті зустрічались такі ліри:
- Ліра moneta buona або Ліра fuori banco з 4,19 г чистого срібла 1746 р.;
- Ліра банко вартістю 1,15 ліри, облікова одиниця депозитів у Банку Святого Георгія, а також підрозділяється на солді банко та денарі банко ;
- Lira moneta di paghi коштує 1,214 ліри для підрахунку іспанських доларів і lira di cartulario вартістю 1,942 ліри для обліку продажу злитків (різні одиниці пов'язані таким чином: Scudo d'Argento = 8,74 ліри = 7,6 ліри banco = 7,2 ліри moneta di paghi = 4,5 lire di cartulario);
- Інші одиниці, що використовуються для біржових котирувань: пецца вартістю 5,75 ліри, скудо д'Ардженто вартістю 8,74 ліри, скудо д'Оро вартістю 10,81 ліри та скудо ді Камбіо вартістю 4,6 ліри; кожна з цих одиниць також поділяється на сольді та денарі .